# 多選条例
多選条例（たせんじょうれい）は、首長の多選を制限することを意図して地方自治体が制定する条例である。多選を禁止する「多選禁止条例」と多選を自粛する「多選自粛条例」がある。

## 多選禁止条例
- 1997年、多選禁止の公約を掲げて当選した秋田県知事寺田典城が、多選禁止条例制定の検討を始めたところ、自治省（現：総務省）から、日本国憲法上疑義があるといった見解が示され、秋田県議会への条例案の提出を断念した。
- 2007年10月12日、神奈川県で恒久的に連続3期12年までとする「神奈川県知事の在任の期数に関する条例」が神奈川県議会において可決・成立した。知事の多選を禁止した全国初の条例であるが、この条例の施行日は地方自治法や公職選挙法など関係する法改正を踏まえ「別途条例で定める」となっており、法的な拘束力はない。

### 制定している都道府県
- 神奈川県（2007年10月制定、ただし施行せず）

### 制定している市区町村
- 制定している自治体はない。

## 多選自粛条例
- 多選自粛条例は、多選を禁止するものではなく、努力規定とする条例である。これは、一律に多選を禁止すると日本国憲法上の基本的人権の保障や職業選択の自由を奪いかねないとの批判があるためである。次期の首長まで拘束しないために、現職の首長のみを拘束する条例を制定している自治体も多い。
- 2002年、長野県の田中康夫知事が、多選自粛条例「長野県知事の在職期間に関する条例案」を提案したが、長野県議会の賛同が得られなかった。
- 2003年、杉並区は、多選を制限する全国初の条例「杉並区長の在任期間に関する条例」を制定した（のちにゼロベースでの見直し主張のもと、廃止された）。
- 2007年、横浜市の中田宏市長は多選禁止条例の制定を目指していたが、横浜市会の賛同が得られず、多選自粛条例を制定するにとどまった。

### 制定している都道府県
- 埼玉県（2004年8月制定、現職知事のみ対象）

### 制定している市区町村
- 大分県中津市（2003年12月制定）
- 大阪府柏原市（2006年3月制定）
- 熊本県合志市（2007年3月制定、制定時の市長のみ対象）
- 神奈川県横浜市（2007年9月制定）
- 徳島県石井町（2011年12月19日制定、2015年（平成27年）3月20日改正）